# Хижа у лісі
«Хижа в лісі» (англ. The Cabin in the Woods) — американський фільм жахів 2011 року. Сценарій картини написали спільно Джосс Відон і Дрю Годард; останній також виступив як режисер, а Відон займався продюсуванням фільму. У США фільм вийшов у п'ятницю, 13.
Фільм наслідує культову кінокартину Сема Реймі «Зловісні мерці» (1981), та водночас висміює штампи фільмів жахів. Група друзів, які вирішили влаштувати заміську вечірку, зупиняється на ніч в звичайній, на перший погляд, лісовій хатині. Проте незабаром в ній починає відбуватися ланцюг дивних і незрозумілих подій. Почавши осягати таємниці зловісного будинку, друзі розуміють — вони стали учасниками кривавого ритуалу.

## Сюжет
Студенти — Курт, його дівчина Джулс, її подруга Дана, переведений з іншого коледжу Голден і наркоман Марті, вирушають порозважатися в хижці, купленій двоюрідним братом Курта. Дорогою вони зупиняються на покинутій бензоколонці, де місцевий житель натякає їм, що попереду чекає небезпека. Хижка виглядає занедбаною, а між двома кімнатами студенти помічають дивне дзеркало, прикрите страшною картиною.
Тим часом у підземному комплексі група фахівців під керівництвом містера Сітерсона та містера Гедлі спостерігають за студентами через відеокамери. За їхньою командою в хижі відкривається люк у підвал. Хлопці спускаються туди та виявляють, що приміщення заповнене різноманітними речами. Фахівці в комплексі ставлять гроші на те, який предмет оберуть студенти, адже від цього залежить їхній подальший план дій.
Дана відкриває одну з книг і читає з неї латинське закляття, що пробуджує в могилах навколо хижки зомбі. Курт і Джулс йдуть у ліс, де під впливом газу, який сприймають за туман, займаються сексом. Зомбі вбивають Джулс і ранять Курта. Марті, послухавшись таємничих голосів, виходить із хижки, проте закривавлений Курт встигає зупинити його. Четверо друзів барикадуються в хижці, але один із зомбі попри це затягує Марті в могилу. Курт, Голден і Дана намагаються втекти в фургоні, але єдиний шлях із лісу пролягає крізь тунель, який несподівано обвалюється. Курт намагається перестрибнути прірву, що оточує ліс, на мотоциклі, але розбивається об силове поле, що по колу оточує хижку. Зомбі вбиває Голдена, через що фургон падає в озеро. Дана вибирається з води, та на березі її вже чекає зомбі.
У підземному комплексі фахівці вітають один одного із закінченням операції. Раптом їм телефонує таємничий режисер, він повідомляє, що Марті вижив та врятував Дану. Фахівці спускаються на ліфті у підземелля під хижкою. Вони припускають, що марихуана, яку курив Марті, притупила його сприйнятливість до наркотику, що повинен був знизити інтелект студентів і забезпечити виконання ритуалу.
Марті й Дана виявляють у підземеллі різноманітних чудовиськ, замкнених у прозорі куби. Побачивши в руках одного з експонатів, підписаного як Лорд Пекла, головоломку, яку Курт взяв у підвалі, Дана здогадується, що у підвалі вона та її друзі насправді обирали, яка істота їх уб'є. Їх намагається затримати охоронець із пістолетом, але Марті й Дані вдається відібрати в нього зброю та втекти. Охоронці заганяють студентів у глухий кут у кімнаті з пультами керування. Дана натискає випадкові кнопки, що випускає всіх істот, які швидко розправляються з персоналом.
Поки триває різанина, Марті й Дана спускаються ще нижче, до зали із зображеннями п'яти фігур, де зустрічають Режисера. Вони довідуються, що хижка побудована заради жертвопринесень, потрібних для задобрення древніх богів, і якщо їх не умилостивити смертями, здійсненими певним способом, то настане кінець світу. Режисер вимагає від Дани вбити Марті, щоб завершити ритуал і врятувати світ. Але втручаються перевертень і дівчинка-зомбі, Режисер гине, а тяжко поранені Дана й Марті, не в змозі вибратися, вирішують покурити востаннє марихуану. З настанням світанку з-під хижки в лісі виривається гігантська рука древнього бога.

## У головних ролях
- Крістен Коннолі — Дана Полк
- Кріс Гемсворт — Курт Вауґген
- Анна Гатчісон — Джулс Лоуден
- Фран Кранц — Марті
- Джесі Вільямс — Голден Мак-Крі
- Річард Дженкінс — Стів Гедлі
- Бредлі Вітфорд — Річард Сітерсон
- Брайан Вайт — Алекс Труман
- Емі Екер — Венді Лін
- Тім Де Зарн — Мордехай
- Том Ленк — Рональд
- Ден Пейн — Матью Бакнер
- Джодель Ферланд — Пейшнс Бакнер
- Ден Ші — Батько Бакнер
- Патрік Сабонгуй — охоронець ліфту
- Сіґурні Вівер — Режисер